# كارل التاسع
كارل التاسع (بالسويدية: Karl IX؛ 4 أكتوبر 1550 - 30 أكتوبر 1611)؛ كان ملك السويد منذ عام 1604 حتى وفاته، كان الابن الأصغر للملك غوستاف الأول فاسا وزوجته الثانية مارغريت ليونويوفود، كان الأخ الشقيق لـ يوهان الثالث وغير الشقيق لإريك الرابع عشر، وكذلك هو عم سيغيسموند الذي أصبح ملكًا على كل من السويد وبولندا، وبموجب وصية والده حصل كارل على دوقية سودرمانلاند التي تشمل كونتيتين نارك وفارملاند؛ ولكنه لم يحصل عليها فعليًا إلا بعد سقوط إريك وخلافة يوهان للعرش عام 1569.
أخذ كل من كارل وإريك الرابع عشر وخلفهم، أرقام ملكيتهم وفقًا لتاريخ وهمي للسويد الذي استند على اعتبار مأغوغ الشخصية التوراتية بأنها أول ملك السويد، وكان في الواقع الملك السويدي الثالث المسمى بـ كارل.
لقد وصل إلى العرش من خلال الدفاع عن القضية البروتستانتية خلال سنوات المتوترة بشكل متزايد أثناء الصراع الديني بين الطوائف المسيحية المتنافسة، وبعد أقل من عقد من وفاته اشتعلت هذه الصراعات الممتدة مرة أخرى والتي وصلت قرابة الذروة حرب الثلاثين عامًا (1618-1648)؛ كانت هذه الصراعات قد تسببت بالفعل في الشجار الأسري المتجذر في الحرية الدينية الذي أطاح بابن شقيقه سيغيسموند ووصوله إلى سدة الحكم كملك للسويد.
كان عهده بمثابة بداية الفصل الأخير (المؤرخ في عام 1648 من قبل البعض)؛ لكل من الإصلاح البروتستانتي والإصلاح المضاد، ومع وفاة شقيقه يوهان الثالث ملك السويد في نوفمبر 1592، انتقل العرش السويدي إلى ابن شقيقه سيغيسموند الثالث ملك بولندا حليف هابسبورغ الكاثوليك، خلال هذه الفترة السياسية المتوترة، نظر إلى كارل بقلق باعتباره إحدى وراثة عرش السويد البروتستانتية من قبل ابن شقيقه الكاثوليكي المتدين، بحيث تبع ذلك عدة سنوات من الجدل والخلاف الديني.
أثناء إقامة الملك سيغيسموند في بولندا، حكم كارل وبجوار المجلس الملكي الخاص الذي يحكم باسم سيغيسموند، بعد العديد من التمهيدات، أجبر ريكسداغ الطبقات سيغيسموند على التنازل عن العرش لصالح عمه كارل في عام 1595، مما أدى هذا إلي النهاية ما يقرب من سبعة عقود من الحرب المتقطعة حيث استمر خط أسرة فاسا المنقسم في محاولة تشكيل الاتحاد بين العروش البولندية والسويدية من خلال المطالبات المتعارضة والحروب الأسرية.

## قبل الحكم
منذ عام 1568 اعتبار الزعيم الحقيقي للتمرد ضد شقيقه إريك الرابع عشر، ومع ذلك فهو لم يشارك في مخططات شقيقه يوهان الثالث ضد الملك التعيس بعد عزله، كانت علاقته مع يوهان دائمًا متوترة إلى حد ما، على الأقل كان يشتبه بتورطه في مؤامرة مورناي حول إقالة يوهان الثالث عام 1574، وأيضا اعتبر أحد الحكام البدلاء الذين تم اقترحهم من قبل المتآمرون في مؤامرة 1576، لم يكن لديه أي تعاطف مع ميول يوهان الكنسية، ومن ناحية أخرى قاوم بشدة كل مساعي الملك حول تقييد سلطته كدوق سودرمانلاند، ولكن النبلاء وأغلبية أعضاء ريكسداغ الطبقات كانت تدعمه، ومع ذلك خلال مساعيه لتوحيد المملكة، كان على كارل أن يتخلى عن ادعاءاته بالحكم الذاتي داخل دوقيته، ولكن على الرغم من كونه لوثريًا حازم، إلا أنه فيما يتعلق بالمسألة الدينية كان موقفه ثابتاً، وصل الأمر إلى أزمة بعد وفاة يوهان الثالث عام 1592 كان وريث العرش هو ابنه البكر سيغيسموند الثالث فاسا ملك بولندا وبالفعل كان كاثوليكي مخلص، أثار الخوف من أن سيغيسموند قد يعيد الكاثوليكية إلى البلاد قلق الأغلبية البروتستانتية في السويد - وخاصة عامة الناس وطبقة النبلاء الدنيا، ومما برز كارل كبطل لهم، وكذلك كمدافع عن أسرة فاسا ضد التدخل الأجنبي.
كان بسبب وراء أن سيغيسموند بصفته الملك المنتخب، اضطر كارل إلى تأكيد قرارات دينية في مجمع أوبسالا في عام 1593، وبالتالي الاعتراف بحقيقة أن السويد كانت في الأساس دولة بروتستانتية لوثرية، وبموجب الاتفاقية تقاسم كارل ومجلس الملكي الخاص السلطة وحكموا مكان سيغيسموند الشاغر الذي كان يقيم في بولندا منذ فترة، وفي الأعوام التالية 1593-1595 كانت مهمة كارل صعبة للغاية، كان عليه أن يعارض بشكل حازم ميول وتوجيهات سيغيسموند الرجعية، وكان عليه أيضًا كبح جماح النبلاء الذين سعوا إلى زيادة قوتهم على حساب الملك الغائب، وهو ما فعله بصرامة شديدة.
وقد اضطرته الضرورة إلى العمل مع رجال الدين والشعب بدلاً من طبقة النبلاء؛ ومن ثم فقد أصبح ريكسداغ الطبقات في ظل حكومة الوصاية قوة وأهمية لم يمتلكها من قبل، وبذلك في عام 1595 انتخب ريكسداغ سودرشوبينغ كارل وصيًا على العرش، وأدى محاولته لإجبار كلاوس فليمنغ حاكم أوسترلاند (فنلندا الحالية)؛ على الخضوع لسلطته بدلاً من سلطة الملك إلى اندلاع حرب أهلية، حاول الملك إدارة الموقف بالدبلوماسية على مدى عدة سنوات، حتى سئم منها وتمكن من الحصول على إذن من المجلس التشريعي للكومنولث لمتابعة الأمور التي تقسم رعاياه السويديين، وبذلك غزا البلاد مع جيش من المرتزقة.

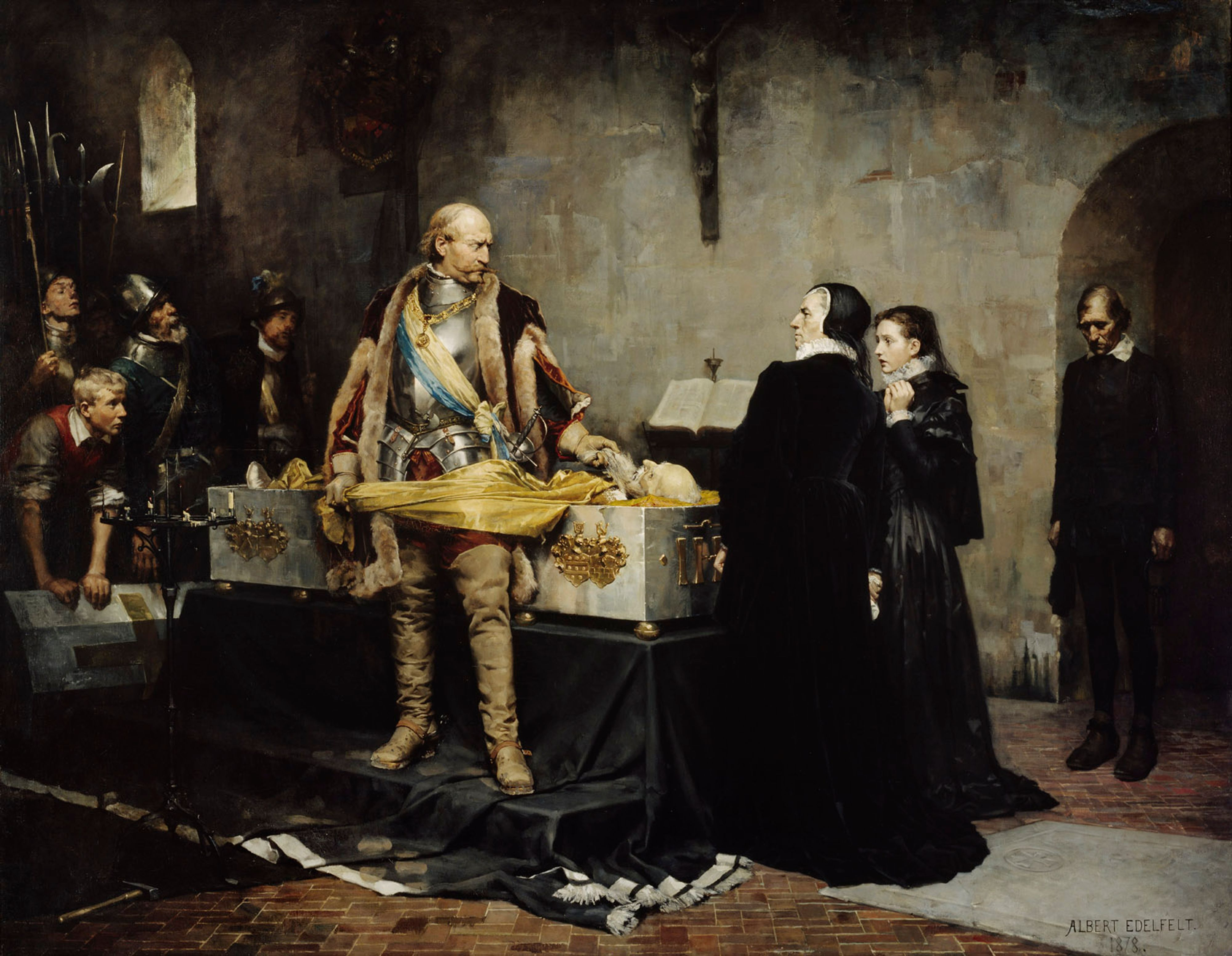
الدوق كارل يهين جثة فيلمنغ أمام زوجته على اليمين، من بوتريه تاريخي من قبل ألبرت إدلفلت.

في أبريل 1597 بعد إخضاع انتفاضة الفلاحين والاستعداد لمقاومة الغزو المتوقع لكارل، توفي فليمنغ وخلفه أرفيد ستالارم الأصغر في منصب الحاكم، وبحلول أغسطس غزا كارل وجيشه أوسترلاند، واستولى على أولاند التي اعتبرت إقطاعية أختها الأرملة كاثرين، وحاصر قلعة توركو لم يكن فليمنغ قد دُفن بعد، ووفقًا لأسطورة؛ قام كارل فتح التابوت ليطمئن بنفسه بأن عدوه فليمنغ قد مات بالفعل، وبعد التعرف عليه قام بشد لحيته قائلاً: "لو كنت على قيد الحياة، لما كان رأسك سليماً"؛ وهو ما ردت عليه زوجته إيبا ستينبوك، فأجابت: "لو كان زوجي الراحل على قيد الحياة، لما كنت سموك هنا أبدًا".

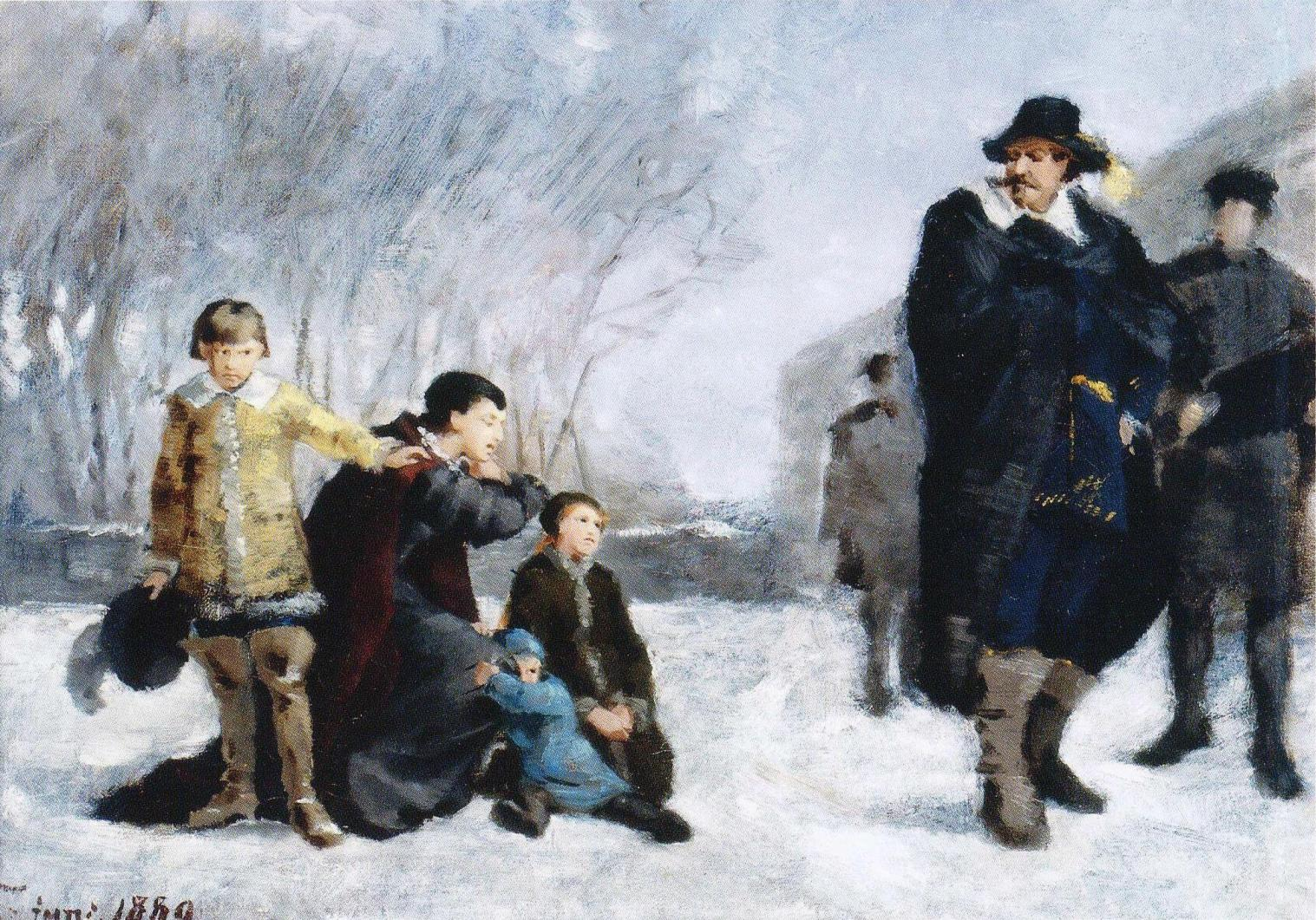
كريستينا بانيير تناشد الحاكم بعدم اعتقال زوجها في 1599، من لوحة هيليني شييرفبك عام 1882، الدوق كارل على اليمين.

من الناحية الفنية كان كارل بلا شك، مذنبًا بارتكاب جريمة الخيانة العظمى، كانت الأقلية الكبيرة من جميع الطبقات التي انضمت إلى سيغيسموند بعد حُطّ في السويد عام 1598 تصرفوا بلا شك مثل الرعايا المخلصين، في الأحداث التي تلت ذلك بالرغم من بعض النجاحات الأولية، إلا أن سيغيسموند خسر معركة ستانجبرو الحاسمة، بحيث أُسر فيها، بالإضافة إلى ذلك إجباره على تسليم بعض النبلاء السويديين الذين وصفهم كارل وريكسداغ بالخونة، تم إعدامهم بشناعة، ومع هزيمة سيغيسموند ونفيه باعتباره أجنبيًا ومهرطقًا بالنسبة لغالبية الأمة السويدية، تم إقالته رسميًا من قبل الريكسداغ عام 1599، وفي نفس الوقت اعتبرت بمثابة تبرئة طبيعية وإضفاء الشرعية بأثر رجعي على موقف كارل طوال الوقت، بحيث عينته نفس الجلسة من أعضاء ريكسداغ حاكمًا وصيًا على العرش.

## الملك
أخيرًا في 24 فبراير 1604 اعتبر الريكسداغ في لينشوبينغ أن سيغيسموند قد تنازل عن العرش السويدي، والاعتراف بالدوق كارل باعتباره الملك، وتم إعلانه ملكًا باسم كارل التاسع، كان عهد كارل القصير بمثابة حروب متواصلة، أدى عداء البولندي وانشقاق الروسي بدخوله في منافسات خارجية لاستيلاء على ليفونيا وإنغريا، إلى الحرب البولندية السويدية (1600–1611) والحرب الإنغيرية، في حين أدت ادعاءاته بالمطالبة بمنطقة لابلاند إلى صراع مع الدنمارك-النرويج في آخر سنة من حكمه.
مع كل هذه الصراعات، كان غير ناجح إلى حد ما، ويرجع ذلك جزئيًا إلى حقيقة أنه وقواته اضطروا إلى محاربة كبار الجنرالات (أمثال يان كارول شودكيفتش وكريستيان الرابع ملك الدنمارك والنرويج)؛ وجزئيًا بسبب سوء الحظ المطلق، بالمقارنة مع سياسته الخارجية كانت السياسة الداخلية لكارل التاسع غير مهمة نسبيًا بحيث كان يهدف إلى تأكيد واستكمال ما تم إنجازه بالفعل خلال فترة الوصاية رغم أنه لم يصبح ملكًا رسميًا حتى 22 مارس 1604، ولكنه لم يتوج حتى 15 مارس 1607.

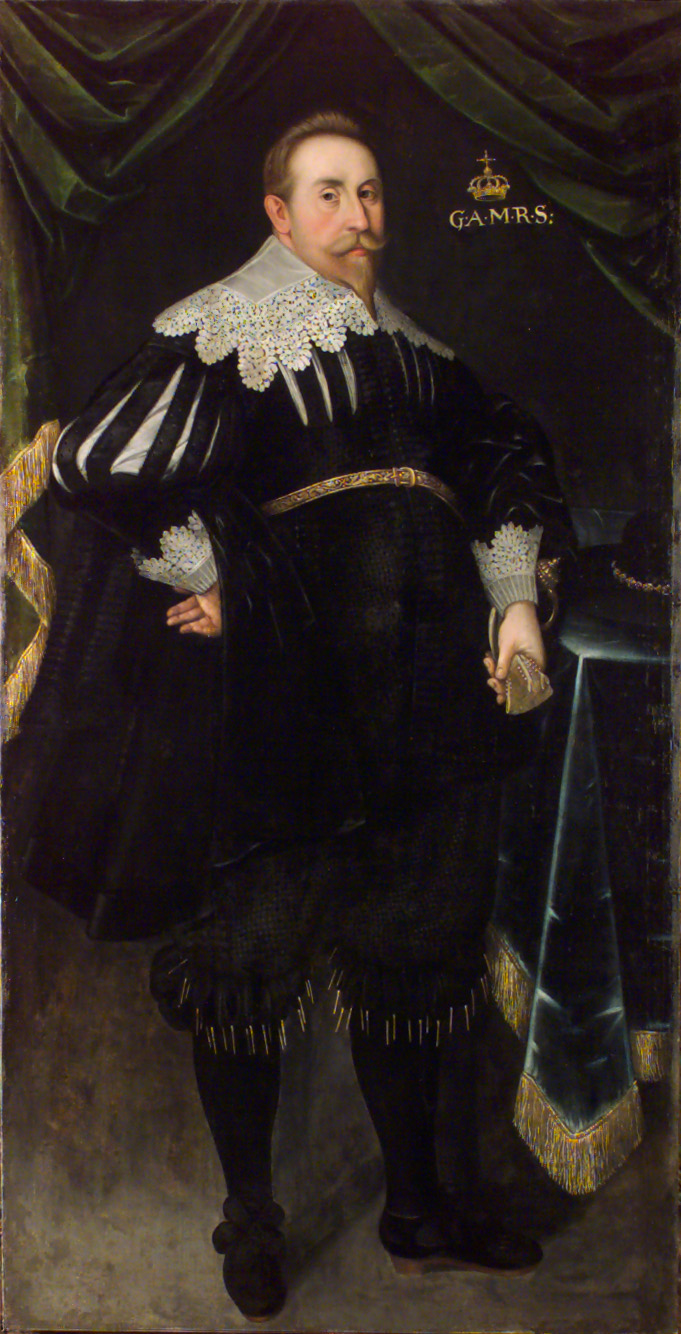
ابنه غوستافوس أدولفوس.

## الوفاة
في 30 أكتوبر 1611 توفي كارل التاسع في نيشوبينغ، وخلفه ابنه غوستافوس أدولفوس ذو سبعة عشر عامًا، والذي شارك في الحروب واعتبر واحد من أعظم الملوك السويديون، كارل كحاكم اعتبر حلقة الوصل بين والده العظيم وابنه الجنرال، بحيث قام بتوحيد عمل غوستاف الأول، وإنشاء دولة بروتستانتية عظيمة مما مهد الطريق لإقامة إمبراطورية غوستافوس أدولفوس البروتستانتية القوية.

## الذرية

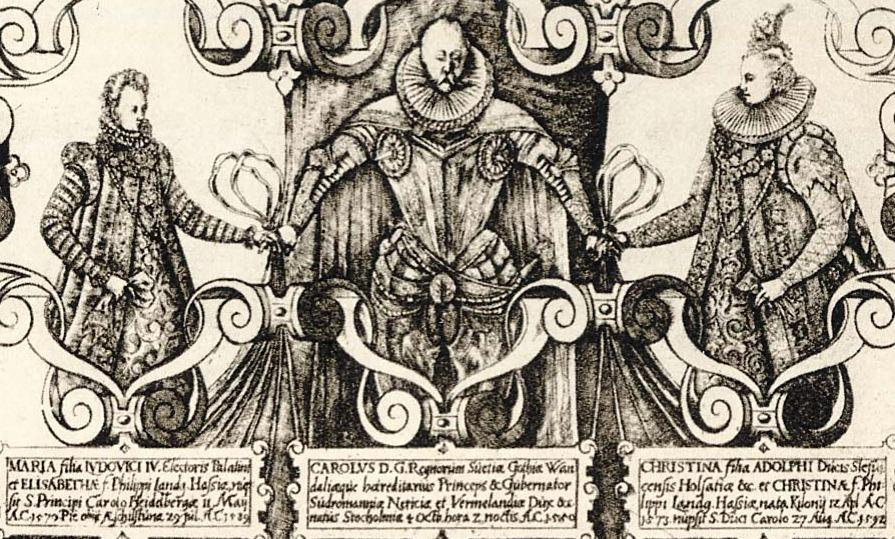
كارل مع زوجته الأولى آنا ماريا.

- أولا تزوج من آنا ماريا من بالاتينات-سيمرن (1561-1589)؛ ابنة لودفيغ السادس ناخب بالاتينات وإليزابيث ابنة فيليب الشهم لاندغراف هسن، وأنجبت له:-
- مارغريتا إليزابيت (1580–1585).
- إليزابيت سابينا (1582–1585).
- لودفيغ (1583).
- كاتارينا (1584–1638)؛ تزوجت من أمير بالاتينات-تسفايبروكن هما والدا كارل العاشر غوستاف ملك السويد.
- غوستاف (1587–1587).
- ماريا (1588–1589).

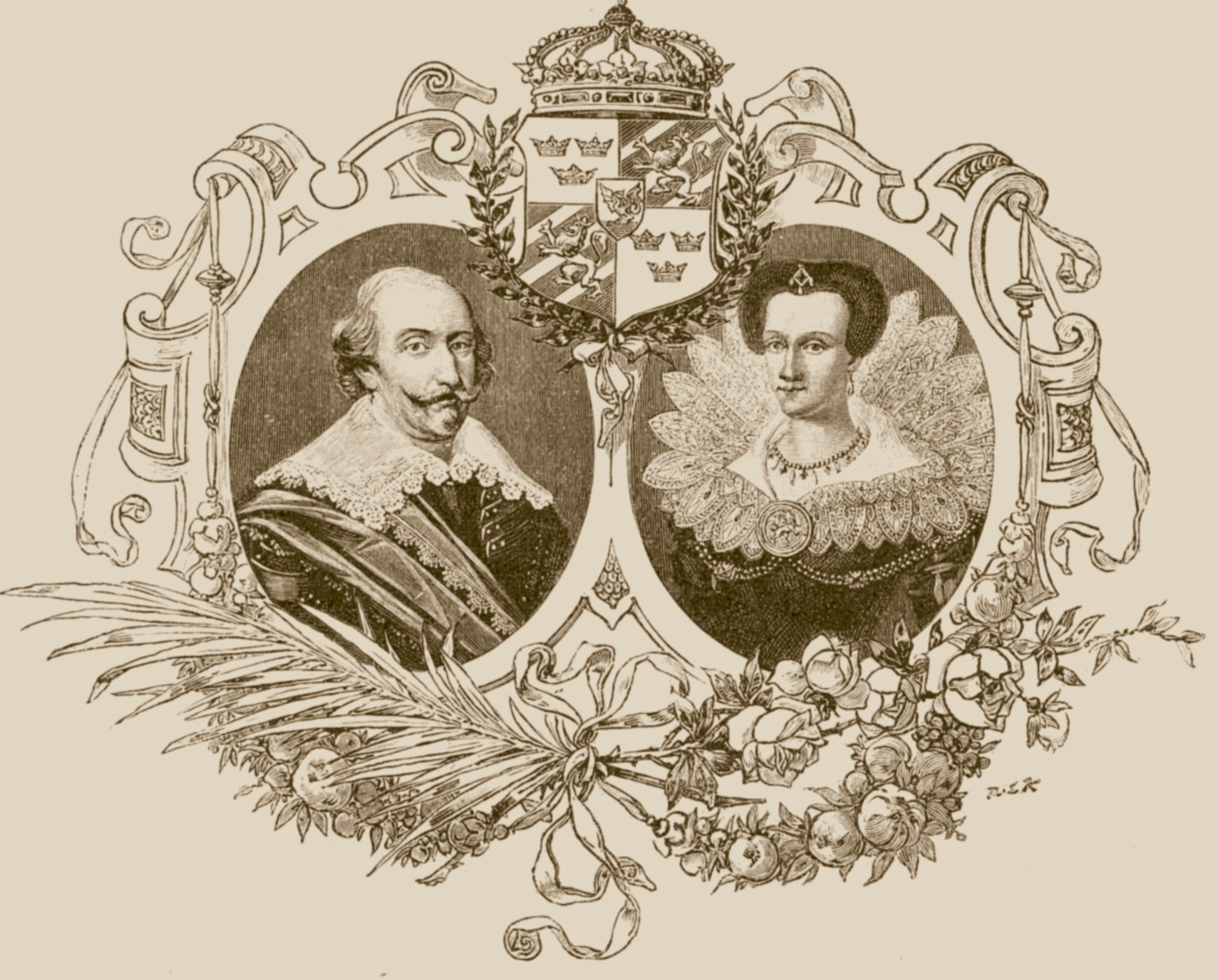
كارل مع زوجته الثانية كريستين.

- في عام 1592 تزوج من كريستينا ابنة أدولف دوق هولشتاين-غوتورب وكريستين من هسن، تعتبر حفيدة فريديريك الأول ملك الدنمارك والنرويج، وابنة خالة زوجته السابقة؛ وأنجبت له:
- كريستينا (1593–1594)
- غوستافوس أدولفوس (غوستاف الثاني أدولف) (1594–1632)؛ تزوج من ماريا إليونورا من براندنبورغ، لهم ذرية.
- ماريا إليزابيت (1596–1618)؛ تزوجت من ابن عمها يوهان دوق فنلندا، الابن الأصغر ليوهان الثالث ملك السويد، ليس لديهم ذرية.
- كارل فيليب (1601–1622)؛ دوق سودرمانلاند.

كما أنجب ابنًا من عشيقته كارين نيلسدوتر :
- كارل كارلسون غيلنهيلم (1574–1650)؛ مشير في الجيش.

## الشعارات

شعار كارل كأمير السويد ودوق سودرمانلاند
شعار كارل السويدي وزوجته الأولى
شعار كارل السويدي وزوجته الثانية
شعار الملك كارل التاسع وحفيدته الملكة كريستينا

## روابط خارجية
- كارل التاسع على موقع الموسوعة البريطانية (الإنجليزية)